# کارتی اوسیکینن
کارتی اوسیکینن (فنلاندی: Martti Uosikkinen; ۲۰ اوت ۱۹۰۹ – ۹ مارس ۱۹۴۰) ژیمناست هنری اهل فنلاند بود.